# 가미야마촌 (히로시마현)
가미야마촌(上山村)은 일본 히로시마현 세라군에 설치되었던 촌이다. 현재의 미요시시, 히가시히로시마시의 일부에 해당한다.